# Азат (река)
Аза́т (арм. Ազատ) — река в Армении, левый приток Аракса, протекает в Котайкской и Араратской (в основном) областях. Образуется на юго-западном склоне горной вершины Спитакасар Гегамского хребта. Впадает в реку Аракс в 624 км от устья последней. Длина реки 34 км, площадь водосбора 548 км².
Бассейн реки граничит с запада с бассейном р. Раздан, с севера — бассейном притока Раздана р. Гетар, границей является один из отрогов Гегамского хребта. Бассейн в верховьях гористый, в низинах — долинный. Водный режим горный, с резкими сезонными колебаниями, но без осенних паводков. Имеет каменистое дно. Расход воды у устья — 6,51 м³/с, наибольший — 35,9 м³/с. Воды используются для орошения. В среднем течении построено Азатское водохранилище.
Сначала около 13 км протекает на юго-запад, пересекая живописную долину глубиной до 600 метров. На территории Хосровского заповедника поворачивает на северо-запад и в 9 км от истока рядом с посёлком Гарни вновь поворачивает на юго-запад до ущелья Гарни.
В древности река впадала в Мецамор. В прошлом имела названия Башарни, Гарни джур, Гарничай.
Имеет притоки Айдар, Воскеджур, Гегард, Гохт, Мили и Чорселав.
В верховьях реки расположен известный армянский монастырский комплекс Гегард, на правом берегу — посёлок Гарни. В 2000 году верхнее течение реки Азат было включено в список объектов Всемирного наследия ЮНЕСКО.

## Галерея
- Азатское водохранилище
- Река Азат около села Гарни
- Мост[вд] IX в. (после реставрации)